# آیوانهو، شهرستان فنین، تگزاس
آیوانهو (به انگلیسی: Ivanhoe) یک منطقهٔ مسکونی در ایالات متحده آمریکا است که در شهرستان فنین، تگزاس واقع شده‌است.